# Алексей Чириков
Алексей Илич Чириков (на руски: Алексей Ильич Чириков) е руски военноморски офицер (капитан-командор), мореплавател и изследовател на Северна Америка.

## Ранни години (1703 – 1725)
Роден е на 24 декември 1703 година в с. Лужное, Московска губерния, Руска империя (днес в Тулска област, Русия), в семейство на дребен помешчик. Детството му преминава в Москва. През 1715 постъпва в Московското училище за математически и навигационни науки. Една година по-късно е в списъка на най-добрите 20 ученици, които са прехвърлени в създадената от Петър I в Санкт Петербург Морска академия, която завършва през 1721 с чин унтер-лейтенант и е назначен в Балтийския флот. С решение на адмиралтейската колегия през 1722 е върнат в Морската академия като преподавател по навигация.

## Експедиционна дейност (1725 – 1742)

### Първа Камчатска експедиция (1725 – 1730)
През 1724 Чириков е произведен в чин лейтенант и назначен за помощник на Витус Беринг в Първата Камчатска експедиция (1725 – 1730). По време на пътуването от Петербург до Камчатка астрономически определя координатите на 28 пункта, като по този начин за първи път се установява истинското простиране на Сибир от запад на изток. На построения в Нижнекамчатск кораб „Свети Гавраил“ участва в изследването на северната част на Тихия океан. Една от задачите е установяването на наличието на проток между Азия и Северна Америка.
През 1728 е произведен в чин капитан-лейтенант.

### Втора Камчатска експедиция (1733 – 1742)
От 1733 до 1743 участва във Втората Камчатска експедиция (Велика Северна), отначало като помощник на Витус Беринг, а след неговата смърт – като ръководител на експедицията. През 1740 участниците основават на п-ов Камчатка бъдещия град Петропавловск Камчатски, на името на двата нови построени кораби „Свети Петър“ и „Свети Павел“.
През 1741 на кораба „Свети Павел“ плава от Камчатка на изток към Аляска. На 15 и 16 юли достига до Северна Америка на 55º 11` с.ш., като открива островите Принц Уелски и Чичагов от архипелага Александър. На 1 август открива п-ов Кенай, от 1 до 3 август – о-вите Афогнак (58°15′ с. ш. 152°30′ з. д. / 58.25° с. ш. 152.5° з. д.) и остров Кодиак (9300 км2), на 5 септември – остров Умнак (168º 20` з.д., от групата о-ви Лиси), на 10 септември – остров Адах (176º 38` з.д., от Андреяновските о-ви), на 22 септември – островите Агату (173º 36` и.д.) и Атту (173º и.д., от Близките о-ви).
От май до 1 юли 1742 плава до остров Атту и вторично след Витус Беринг на 22 юни открива остров Беринг (55°00′ с. ш. 166°15′ и. д. / 55° с. ш. 166.25° и. д.) и на югоизток от него – остров Медни (23 юни, 54°40′ с. ш. 168°00′ и. д. / 54.666667° с. ш. 168° и. д.) и двата от Командорските о-ви.

## Последни години (1742 – 1748)
През 1746 е назначен за директор на Морската академия в Санкт Петербург. На 7 септември 1747 е произведен в звание капитан-командор и е преместен в Москва, където ръководи Московската кантора на адмиралтейската колегия.
Умира на 4 юни 1748 година в Москва на 44-годишна възраст от туберкулоза вследствие на дългогодишното боледуване от скорбут.

## Памет
Неговото име носят:
- нос Чириков (52°50′ с. ш. 173°26′ и. д. / 52.833333° с. ш. 173.433333° и. д.), най-източната точка на остров Атту, Алеутски острови;
- нос Чириков (Наканотоби) на тихоокеанския бряг на остров Кюшю, Япония;
- нос Чириков на брега на Анадирския залив, Чукотка;
- нос Чириков на брега на Тауйския залив, северното крайбрежие на Охотско море;
- остров Чириков (55°50′ с. ш. 155°37′ з. д. / 55.833333° с. ш. 155.616667° з. д.) в Тихия океан край южния бряг на Аляска;
- подводен връх Чириков в Тихия океан;
- селище Чириков (71°30′ с. ш. 146°00′ и. д. / 71.5° с. ш. 146° и. д.) в Якутия в делтата на река Индигирка.